# Amapari virus
Le virus Amaparí est un nouveau membre du groupe du virus Tacaribe qui a été isolé à 5 reprises à Serra do Navio, territoire d'Amapá, Brésil, en 1964 et 1965. Une souche a été récupérée d'organes de Neacomys, 3 d'organes d'Oryzomys et 1 d'organes d'Oryzomys. acariens peignés d'Oryzomys. Le nouveau virus est étroitement lié dans les tests de fixation du complément (CF) aux 3 autres membres du groupe - Tacaribe, Junín et Machupo - mais diffère d'eux dans les tests de neutralisation. Des études limitées n'ont révélé aucun anticorps neutralisant dans les sérums de résidents humains de Serra do Navio. Les Oryzomys capturés dans la zone présentaient la mucoviscidose mais pas d'anticorps neutralisants.